# Bataille de Kandahar (2001)
Pour les articles homonymes, voir Bataille de Kandahar.
Guerre d'Afghanistan
La bataille de Kandahar s'est déroulée du 22 novembre au 7 décembre 2001 entre la Coalition menée par les États-Unis (États-Unis, Australie, Alliance de l'Est, milice Sharzai) et les Talibans. Elle se solde par la victoire des coalisés. Cette bataille marque en outre la perte du pouvoir par les taliban avec la chute de leur régime, l'émirat islamique d'Afghanistan.

## Contexte
Après la bataille de Mazar-e-Charif (7-9 novembre 2001) où le front taliban a été percé, l'avance des forces de l'Alliance du Nord a permis de prendre Hérat (12 novembre) et Kaboul (14 novembre). Cependant, cette avance est stoppée par les Américains, qui ne souhaitent pas voir des Tadjiks s'emparer de la principale ville pachtoune, et le regain de résistance des taliban qui achèvent leur retraite générale autour de Kandahar.

## Bataille
Le 22 novembre, les forces anti-talibanes de Gul Agha Sherzai tentent d'avancer sur Kandahar par le désert d'Arghastan. Ces forces tombent dans une embuscade talibane à Takht-e-Pol mais avec le soutien aérien américain, elles parviennent à repousser les taliban. Peu après, le 25, les Américains établissent un camp, Camp Rhino (en), à plus de 150 kilomètres au sud de Kandahar pour protéger le flanc sud de Sharzai. Quelques escarmouches ont lieu entre soldats américains et taliban. Le camp Rhino est ensuite renforcé le 27 par des troupes australiennes.
Le 30 novembre, les forces d'Hamid Karzai, dite de l'Alliance de l'Est, s'emparent du village de Petaw sans combat avant d'être arrêtés au pont de Sayd Alim Kalay. Après plusieurs jours de bombardements aériens, l'Alliance de l'Est parvient à prendre le pont, intact, le 4 décembre. Le lendemain, les hommes de Karzai commencent à négocier la reddition de Kandahar.
Le 7 décembre, les combattants de Sharzai prennent facilement l'aéroport et pénètrent dans la ville qui a commencé sa reddition depuis la veille aux forces de Karzai.